# MG

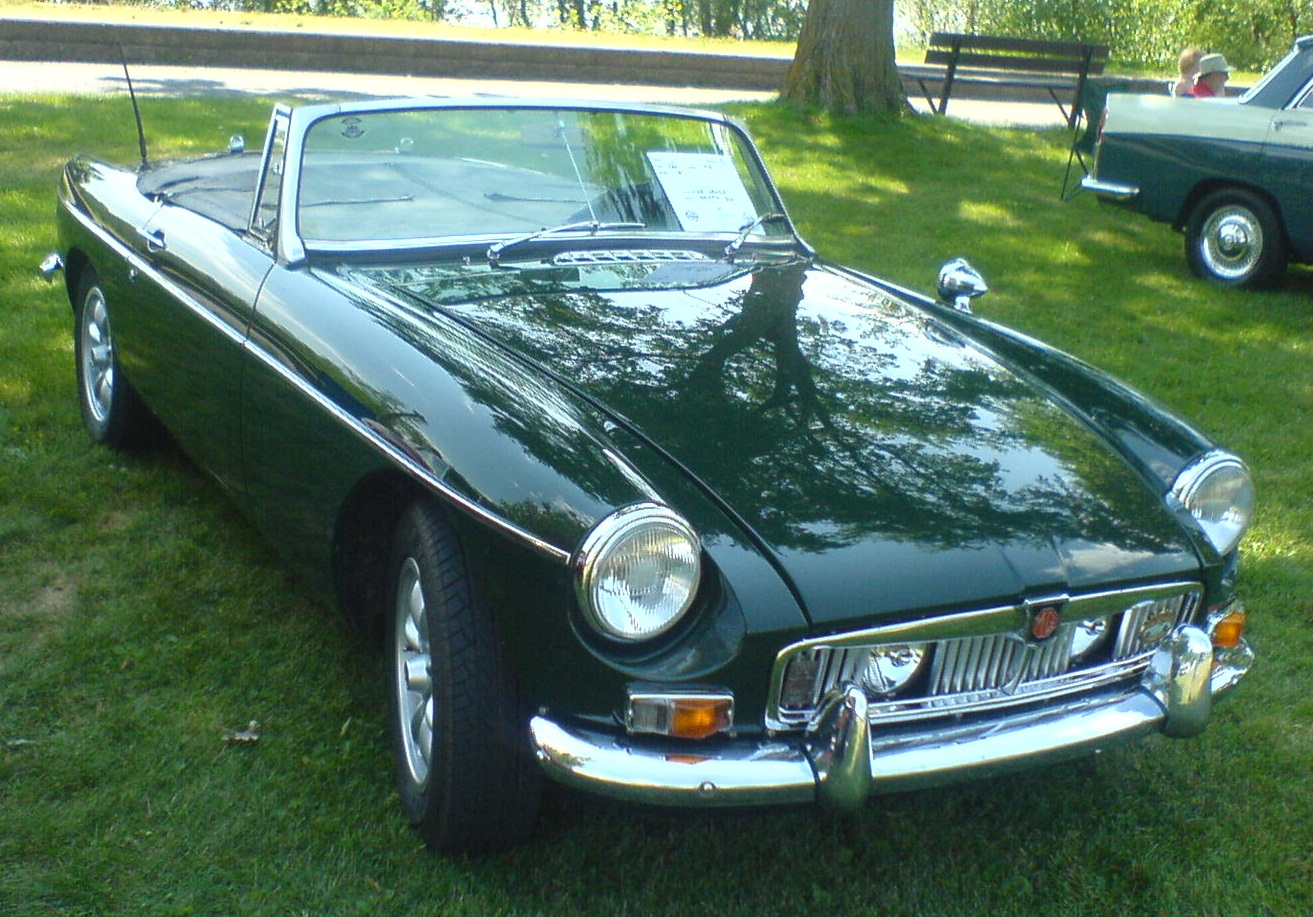
MG MGB.

MG, Morris Garages, är ett ursprungligen brittiskt bilmärke som sedan 2007 ägs av den statliga kinesiska biltillverkaren SAIC Motor.

## Historia

### 1924–1939

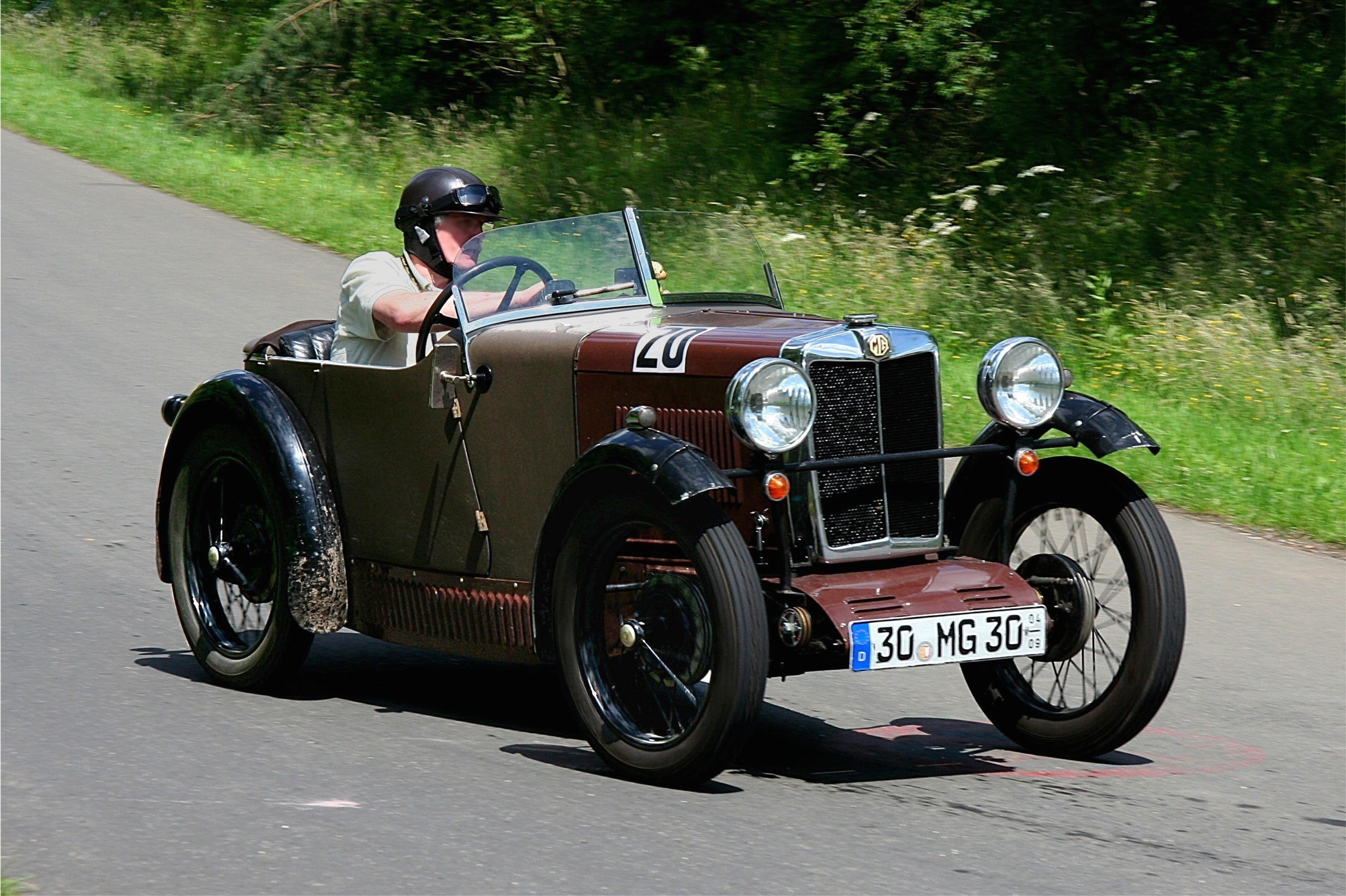
1931 MG Midget M-Type.

William Richard Morris hade sålt bilar i Oxford i sitt företag Morris Garages, innan han började tillverka bilar under eget namn 1913. Han behöll dock Morris Garages i privat ägo och företaget blev återförsäljare av Morris bilar i Oxford. I början av 1920-talet kunde företagets chef Cecil Kimber erbjuda sina kunder trimmade versioner av Morris-bilarna med sportigare karosser. Från 1924 såldes dessa vagnar under namnet MG. Företaget hade en framgångsrik modell i den lilla sportbilen Midget, baserad på Morris Minor och verksamheten flyttades till större lokaler i Abingdon, utanför Oxford 1929. MG använde sig av Wolseleys motorer med överliggande kamaxel och man drev ett eget tävlingsstall som hade stora framgångar med Midget och den sexcylindriga Magnette. 1935 blev MG officiellt en del av Nuffield Organisation och i samma veva slutade man med tävlingsverksamheten. MG presenterade några större sedan-vagnar som kunde konkurrera med SS, men man vidareutvecklade även Midget-modellen.

### 1940–1980

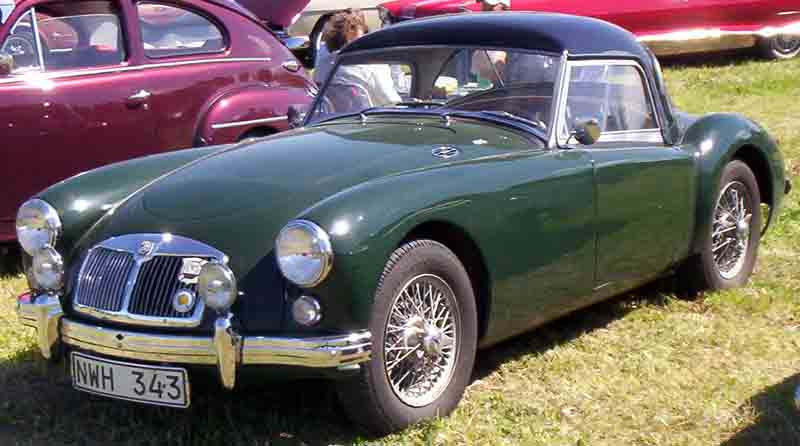
1957 MGA.

Efter andra världskriget återupptog man tillverkningen av den lilla Midget T-type, parallellt med sedan-modellen Y-type. Efter bildandet av British Motor Corporation inriktades MG:s verksamhet på två spår från mitten av 1950-talet, dels rena sportbilar som MGA och MGB, dels sportigare varianter av BMC:s vanliga familjebilar som Magnette och 1100/1300. 
MG blev en del av British Leyland som bildades 1968 genom sammanslagning av British Motor Holdings Ltd (BMH) och Leyland Motor Corporation Ltd och var tänkt att sammanföra den krisdrabbade brittiska bilindustrin för att få ordning på den. 
De sista MG-bilarna från Abingdon tillverkades 1980.

### 1982–2005
1982 återkom varumärket MG, nu som en GTI-version av Austins familjebilar, byggd i Longbridge. Under 1990-talet väcktes märket upp ur sin dvala då Rover på nytt började tillverka sportbilar under namnet MG. Under denna tid var flera av MG-modellerna Rover-baserade. År 2005 gick MG Rover Group i konkurs och delar av företaget köptes av kinesiska Nanjing Automobile Corporation (NAC). Köpet inkluderade bland annat namnet MG och produktionen återupptogs i Kina och Storbritannien.

### 2005–2020

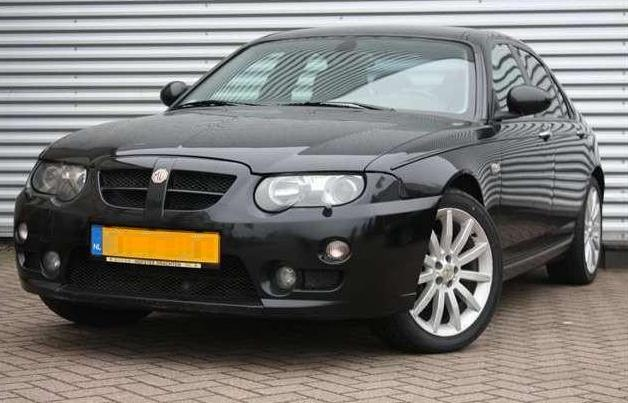
MG ZT.

2007 köptes NAC av Shanghai Automotive Industry Corporation (SAIC), vilket innebar att MG nu hamnade inom en ny koncern. Det brittiska bolaget döptes om från NAC-MG till MG Motor UK. En uppgraderad version av MG TF lanserades under sensommaren 2008 under namnet MG TF LE500, vilken såldes på de brittiska och irländska marknaderna. I oktober 2009 presenterades modellen MG 6 som är baserad på Roewe 55, vilken lanserades på den brittiska marknaden 2011. 2016 lades produktionen vid Longbridgefabriken ner och tillverkningen sker sedan dess i Kina och Thailand. 2018 öppnade SAIC Motor en designstudio i London för MG och dess systermärken.

### 2021–
2021 återlanserades MG på ett flertal europeiska marknader, efter att enbart ha sålts i Storbritannien och Irland. Märket blev på dessa marknader helt inriktat på elbilar och laddhybrider.. Hedin MG Sweden AB, som är ett dotterbolag till Hedin Mobility Group är märkets svenska distributör.

## Modeller

### Nuvarande
- MG 3
- MG 4
- MG 5
- MG 6
- MG 7
- MG EHS
- MG Hector
- MG HS
- MG Marvel R
- MG One
- MG RX5
- MG ZS

På vissa marknader säljs även Maxus bilmodeller under namnet MG.

### Tidigare

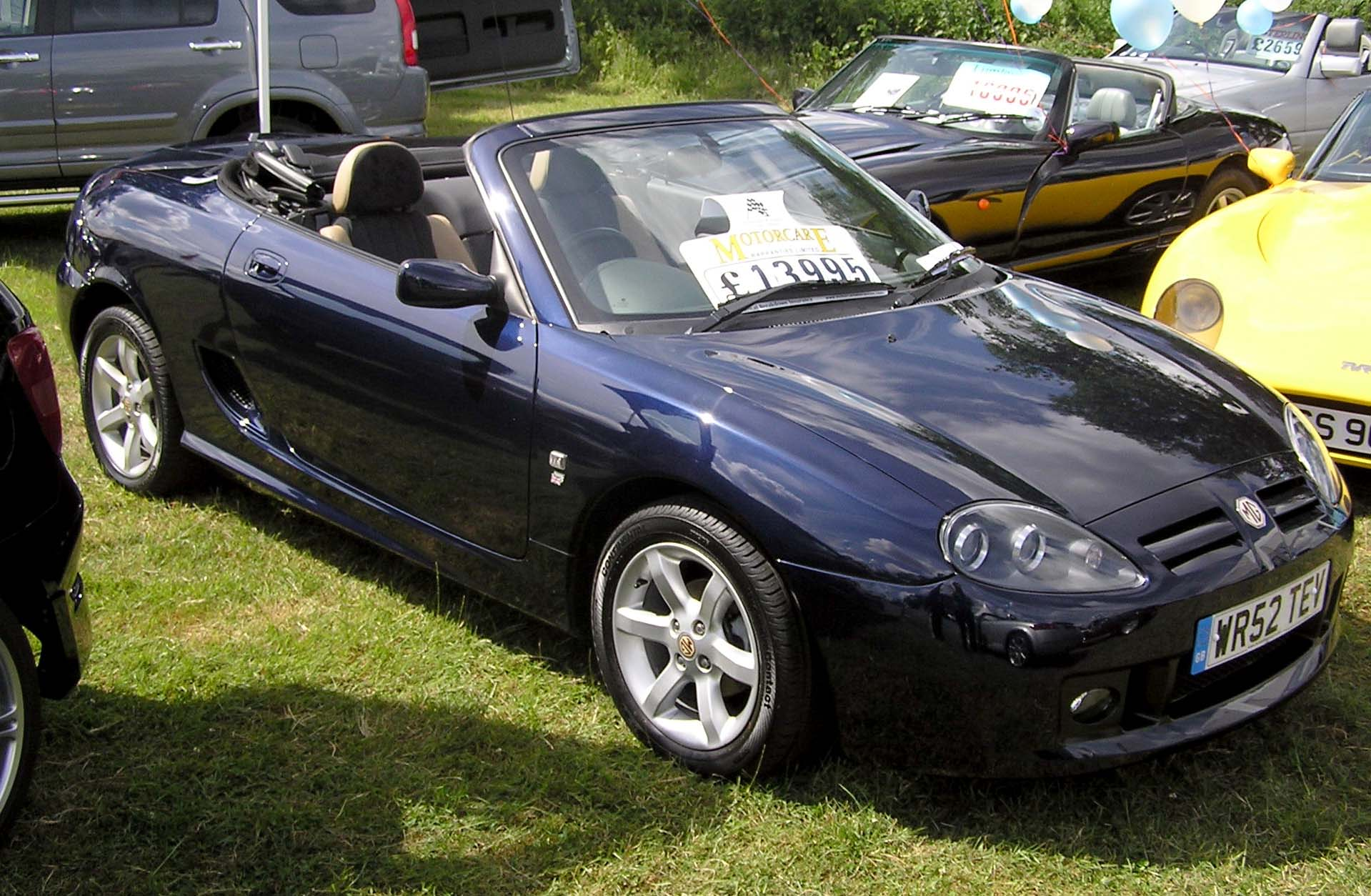
MG TF.

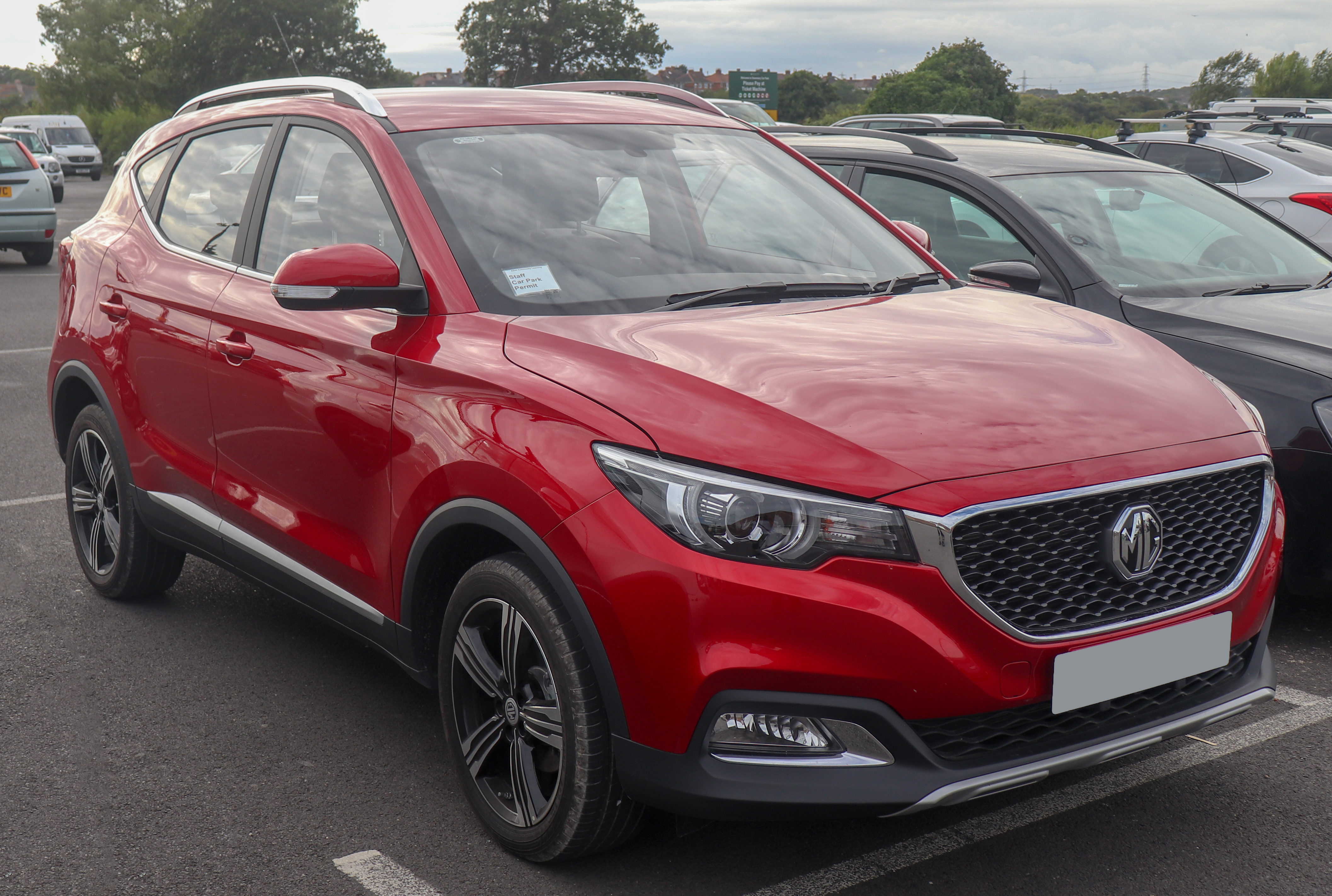
MG ZS.

- 1924–1927 MG 14/28
- 1927–1929 MG 14/40
- 1928–1933 MG 18/80
- 1929–1932 MG M-Type Midget
- 1931–1932 MG C-Type Midget
- 1931–1932 MG D-Type Midget
- 1931–1932 MG F-Type Magna
- 1932–1934 MG J-Type Midget
- 1932–1934 MG K-Type Magnette
- 1933–1934 MG KN
- 1933–1934 MG L-Type Magna
- 1934–1936 MG N-Type Magnette
- 1934–1936 MG P-Type Midget
- 1936–1939 MG TA
- 1936–1939 MG SA
- 1937–1939 MG VA
- 1938–1939 MG WA
- 1939–1940 MG TB
- 1945–1950 MG TC
- 1947–1953 MG Y-Type
- 1950–1953 MG TD
- 1953–1955 MG TF
- 1953–1956 MG Magnette ZA
- 1956–1958 MG Magnette ZB
- 1955–1962 MGA
- 1959–1961 MG Magnette Mk III
- 1961–1968 MG Magnette Mk IV
- 1961–1979 MG Midget
- 1962–1980 MGB
- 1962–1968 MG 1100
- 1967–1973 MG 1300
- 1967–1969 MGC
- 1973–1976 MGB GT V8
- 1982–1990 MG Metro
- 1983–1991 MG Maestro
- 1985–1991 MG Montego
- 1992–1995 MG RV8
- 1995–2005 MG F
- 2001–2005 MG ZR
- 2001–2005 MG ZS
- 2001–2005 MG ZT
- 2002–2005 MG TF
- 2008–2011 MG TF LE500
- 2014–2019 MG GS